# Malíkovice (tvrz)
Tvrz v Malíkovicích vznikla pravděpodobně ve 14. století, první známý majitel je uváděn Ctibor z Malíkovic. Některé prameny mluví o tvrzi jako místu původu rodu Přibyslava z Malíkovic. Z tvrze zůstaly zachovány renesanční portály u obytných budov hospodářského dvora v rámci areálu zemědělského podniku. V současné době mají zbytky tvrze podobu dvoukřídlového domu s hladkými fasádami, krytého sedlovou střechou. Bývalá tvrz je od 31. prosince 1967 kulturní památkou.

## Popis památky
Dle evidenčního listu památky se jedná o přízemní dům z cihel a kamene, kdysi komorového typu se sedlovou střechou a dvojitou taškovou krytinou. V době JZD sloužila budova jako šrotovna. Z památkového hlediska jsou označeny jako významné jen zárubně obou vstupních dveří a okna komor. Přestavěné hospodářské budovy mají z hlediska památkové ochrany malý význam.

## První zmínky
V novějších pramenech se mluví o prvním majiteli o Ctiborovi z Malíkovic a to v roce 1349. Některé prameny uvádějí také Přibyslava z Malíkovic a rok 1219. Ves kolem tvrze byla poté rozdělena na několik statků a později znovu sloučeny roku 1418, kdy se majitelem celé obce stal Bušek z Malíkovic. Při této příležitosti je poprvé tvrz výslovně zmiňována. Dalším majitelem tvrze byl Jindřich z Malíkovic, syn Buška. Poté získali ves Malíkovští z Bysně.

## Středověk
V roce 1508 kopil Malíkovice Děpold z Lobkovic, o dvě generace později koupil zadlužené Malíkovice Gothard Florián Žďárský. Za Gotharda byla provedena renesanční přestavba tvrze. Poté v roce 1599 koupily vesnici sestry Eliška a Marie Valdštejnky z Martinic, poručnice tehdy nezletilého Jaroslava Bořity. V rámci této koupi byla ves připojena k panství Smečno.

## Další vývoj
Od připojení k Smečnu přestala tvrz sloužit jako panské sídlo a začala být využívána jako hospodářský dvůr. Z původní tvrze se zachovaly renesanční portály u obytných budov hospodářského dvora. V roce 1945 byl hospodářský dvůr včleněn do JZD Rozvoj, po roce 1989 byl dvůr vrácen původním obyvatelům a je v soukromém vlastnictví.